# Vienna Insurance Group
Vienna Insurance Group (VIG) — провідна австрійська страхова група, яка бере свій початок з 1824 року. З 2008 року є лідером страхового ринку Центральної та Східної Європи. Базується у Відні, Австрія, маючи близько 25 000 співробітників.
У 2009 році Wiener Stäedtische Allgemeine Versicherung AG отримала найвищу оцінку кредитоспроможності — рейтинг «А +» (Positive), який був підтверджений рейтинговим агентством Standard & Poor's.

## Діяльність
Vienna Insurance Group має широкий асортимент страхових послуг, які пропонує як фізичним особам, так і бізнес-структурам і державним установам. Група представлена 50 страховими компаніями в 25 країнах Центральної та Східної Європи та обслуговує понад 20 млн клієнтів.
За межами Австрії Vienna Insurance Group здійснює активну діяльність (через дочірні компанії) в Албанії, Білорусі, Болгарії, Грузії, Естонії, Латвії, Ліхтенштейні, Литві, Македонії, Німеччині, Польщі, Румунії, Сербії, Словаччині, Туреччині, Україні, Угорщині, Хорватії та Чехії. В Італії та Словенії діють філії.
На австрійському ринку Група представлена Wiener Stäedtische Versicherung AG Vienna Insurance Group, Donau Versicherung, Sparkassen Versicherung і Bank Austria Creditanstalt Versicherung. Також Група є співвласником Wüstenrot Versicherung.
На українському фінансовому ринку Vienna Insurance Group представлена, крім ПрАТ СК «Княжа Лайф Вієнна Іншуранс Груп», страховими компаніями УСК «Княжа», СК «Глобус» і СК «Українська страхова група».

## Управління

##### Керівництво Vienna Insurance Group:[9]
З 1 січня 2016 року новим Генеральним директором VIG стає Елізабет Штадлер.
- Голова Правління та Генеральний директор — Елізабет Штадлер/Elisabeth Stadler (CEO)
- Член Правління — Франц Фукс/Franz Fuchs
- Член Правління — Юдіт Хавасі/Judit Havasi
- Член Правління — Ліан Хірнер/Liane Hirner (CFO)
- Член Правління — Пітер Хёфінгер/Peter Höfinger
- Член Правління — Пітер Тиррінг/Peter Thirring
- Заступник члена Правління — Габор Лехель/Gábor Lehel

##### Наглядова рада Vienna Insurance Group:[10]
Складається з десяти членів. Повний перелік членів Наглядової ради (дата показує рік першого призначення та закінчення поточного періоду функцій):
- Голова Наглядової ради — Гюнтер Геєр/Günter Geyer (2014/2019)
- Перший заступник голови — Рудольф Ертл/Rudolf Ertl (2014/2019)
- Другий заступник голови — Марія Кубічек/Maria Kubitschek (2014/2019)
- Член Наглядової ради — Бернхард Бековський/Bernhard Backovsky (2002/2019)
- Член Наглядової ради — Мартіна Добрінгер/Martina Dobringer (2011/2019)
- Член Наглядової ради — Герхард Фабіш/Gerhard Fabisch (2017/2019 рр.)
- Член Наглядової ради — Хайнц Олер/Heinz Öhler (2002/2019)
- Член Наглядової ради — Георг Рідл/Georg Riedl (2014/2019)
- Член Наглядової ради — Габріель Семмелрок-Верзер/Gabriele Semmelrock-Werzer (2017/2019 рр.)
- Член Наглядової ради — Гертруда Тумпель-Гугерелл/Gertrude Tumpel-Gugerel (2012/2019)